# Erlendur püspök
Feröeri Erlendur (norvégul: Erlend, Bergen, ? – ugyanott, 1308. június 13.) Feröer 14. és leghíresebb püspöke 1269-től 1308-ig. Székhelye Kirkjubøurban, Streymoy szigetén volt.

## Pályafutása
Erlendur a norvégiai Bergeni székesegyház kanonokja volt, és tanár (scholasticus) a székesegyház iskolájában. 1268-ban választották a székesegyház kanonokjává, és 1269 januárjában a nidarosi érsek Feröer püspökévé szentelte. Püspöksége alatt a sziget a Norvég Királyság része volt.
Feltehetőleg ő volt az egyik szerkesztője a Juhlevélnek (Seyðabrævið), ami főleg mezőgazdasági kiegészítése volt a norvég alaptörvénynek, a Landslógnak. A feröeri nép kérésére a norvég király fia is szorgalmazta a megírását. A herceg az északi szigetek (köztük Feröer) hercege volt, így neki köszönhetően 1298-ban a törvénymódosítás életbe lépett. Ez egyben az egyik legrégebbi írásos emléke, illetve dokumentuma a szigeteknek.

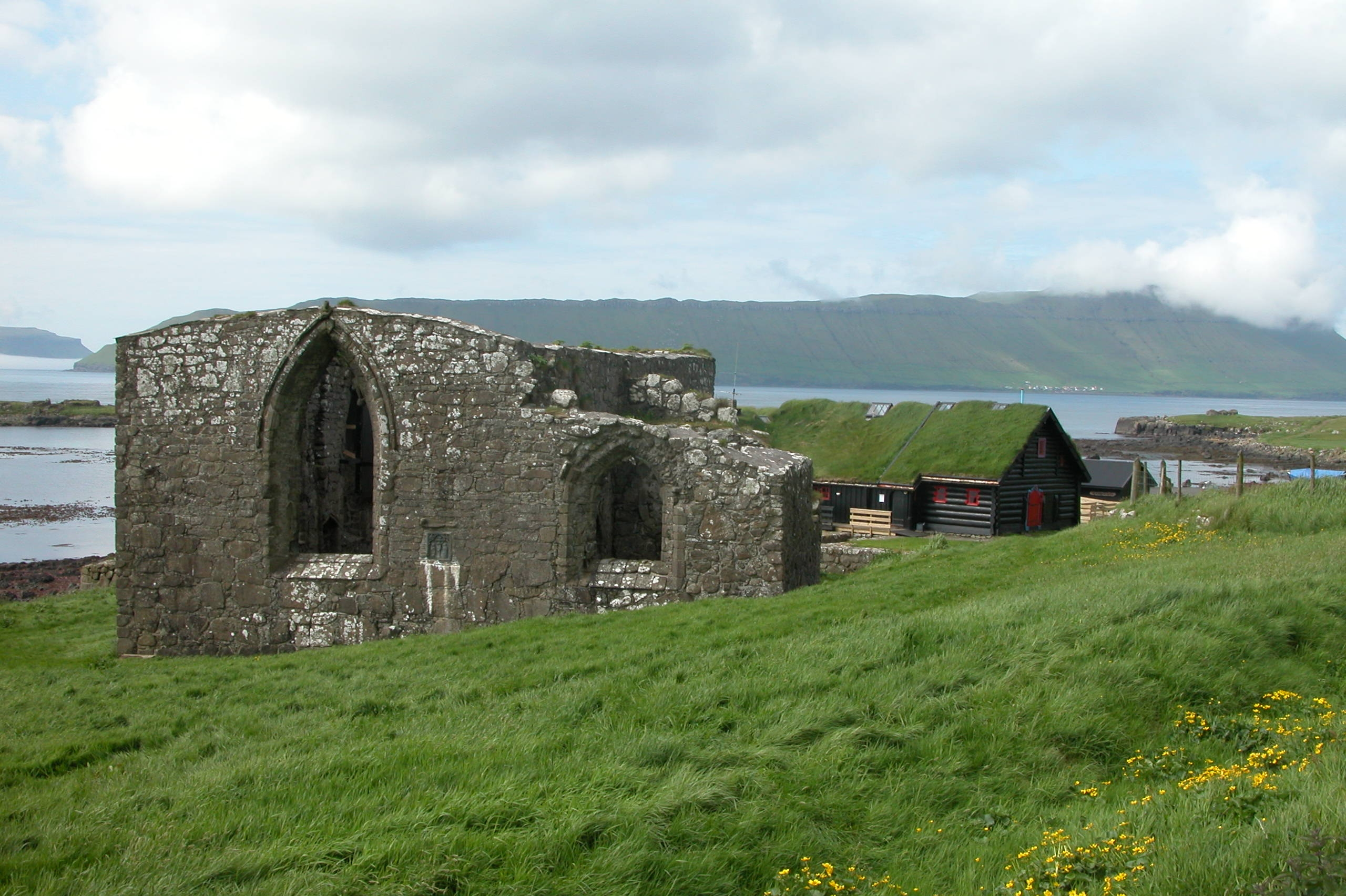
A Magnus-dóm romjai Kirkjubøurban

A hagyományos történelmi nézetek szerint 1300 körül kezdődött meg Erlendur püspök megbízásából a Magnus-dóm építése. Egyes vélekedések szerint a dómot sohasem fejezték be, míg más történészek szerint elkészült, és a reformáció után bontották le részben. Mindezek ellenére a romok ma is Feröer legfontosabb műemlékei közé tartoznak. Egyes történészek szerint azonban Erlendur egy másik templomot építtetett, a dómot csak jóval később, 1400 után kezdték építtetni. Jóan (vagy Jon) püspök egy 1420-ban kelt levelében megemlíti, hogy új templom alapjait tette le Kirkjubøurban, ahol Szent Brandanus tiszteletére templomot, Erlendur tiszteletére kápolnát kívánt építeni.
Ebben az időszakban az egyház jelentős földterületeket birtokolt Feröeren, és az emberekre nem egyszer olyan magas adókat vetettek ki, hogy ez nyílt lázadáshoz vezetett. A mannafallsdali csata mondája szerint a püspököt (feltehetően Erlendurt) a lázadók a temploma mellett megölték; jóllehet ennek történelmi hitelessége kevés, de jól mutatja a korabeli viszonyokat. Történelmileg alátámasztható viszont, hogy a kirkjubøuri püspöki rezidenciát a lázadók porig égették, Erlendurt pedig a király visszarendelte a szigetekről: Bergenben halt meg 1308-ban.
Jóan püspök Erlendur szentté avatását is kezdeményezte.

### Külső hivatkozások
- Kirkjubøur (angol)
- Die Färöer - Eine kurze Chronik (német)